# Арауко (провинция)
Провинция Арауко  (исп. Provincia de Arauco) — провинция в Чили в составе области Био-Био. 
Включает в себя 8 коммун.
Территория — 5456 км². Население — 166 087 человек (2017). Плотность населения — 30.44 чел./км².
Административный центр — Лебу.

## История
1 июня 2011 года в провинции произошло землетрясение магнитудой 6,4.

## География
Провинция расположена на юго-западе области Био-Био.
Провинция граничит:
- на севере — Тихий океан;
- на востоке — провинции Мальеко, Био-Био, Консепсьон;
- на западе — Тихий океан.

## Административное деление
Провинция включает в себя 8 коммун:
- Арауко. Админ. центр — Арауко.
- Каньете. Админ. центр — Каньете.
- Контульмо. Админ. центр — Контульмо.
- Куранилауэ. Админ. центр — Куранилауэ.
- Лебу. Админ. центр — Лебу.
- Лос-Аламос. Админ. центр — Лос-Аламос.
- Тируа. Админ. центр — Тируа.